# Shijōnawate, Ōsaka
Shijōnawate (四條畷市 Shijōnawate-shi) là một thành phố thuộc tỉnh Ōsaka, Nhật Bản.